# Emile Daems
Emile Daems (Genval, 4 april 1938 – Waver, 17 oktober 2024) was een Belgisch wielrenner.
Hij begon zijn professionele carrière in 1959. Daems, vrij klein van stuk, was zeer bedreven in het sprinten.
Toen Daems in 1960 zijn eerste profcontract tekende, was dat bij het bescheiden Italiaanse team Philco. Hij sprintte meteen naar 2 ritzeges in de Giro d'Italia en won ook de Ronde van Lombardije.
In zijn neoprofjaar werd Daems ook opgenomen in de Belgische selectie voor het Wereldkampioenschap op de Sachsenring, Duitsland. Maar omdat Daems enkele jaren eerder een criterium op de Sachsenring had gewonnen, weigerde hij als enige Belg werk te doen voor ploegleider Rik Van Looy (die uiteindelijk wereldkampioen werd). Daems eindigde als 19e.
In de daaropvolgende jaren zou de eigenzinnige Daems de rittenkoers Giro di Sardegna (1961), de Monumenten Milaan-San Remo (1962) en Parijs-Roubaix (1963) winnen en 4 etappezeges in de Tour de France.

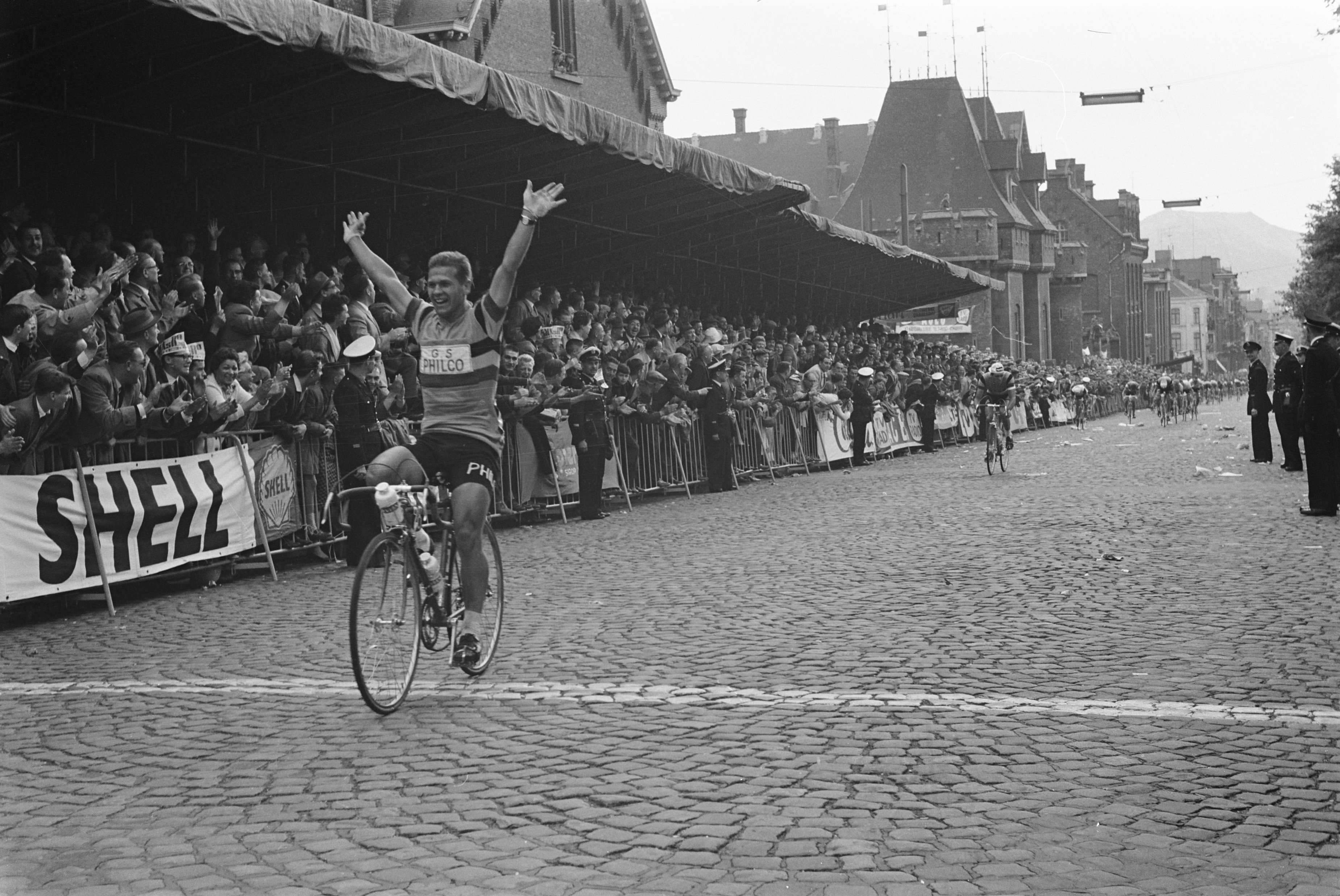
In Charleroi wint Daems rit 4 van de Tour de France in 1961.

In de Ronde van Frankrijk van 1962 onderscheidde hij zich met drie overwinningen, eerst in Saint-Malo en daarna in Aix-en-Provence, telkens solo. Maar het was vooral tijdens de bergachtige 18e etappe, tussen Juan-les-Pins en Briançon, die indruk op hem maakte. Hoewel hij vooral een klassiekerrenner was, wist hij zich op de col de l'Izoard (laatste klim van de dag) aan te sluiten bij de kopgroep, twintig seconden achter Federico Bahamontes. Hij won uiteindelijk in Briançon in een sprint van zeven renners, voor Bahamontes, Jacques Anquetil, Raymond Poulidor en de gele trui Joseph Planckaert.
Na een korte carrière van 6 jaar stopte Daems op 28-jarige leeftijd met racen en opende hij een restaurant. Maar fietsen bleef zijn grote liefde.
Daems overleed op 17 oktober op 86-jarige leeftijd.

## Belangrijkste overwinningen
1958
Ronde van Berlijn
1959
GP Zele
1960
Nationale Sluitingsprijs
Ronde van Lombardije
9e deel A en 19e etappe Ronde van Italië
8e etappe deel B Rome-Napels-Rome
Ronde van de Apennijnen
1961
Eindklassement Ronde van Sardinië
3e etappe Ronde van Frankrijk
Ronde van Ticino
GP Dr. Eugeen Roggeman – Stekene
1962
Milaan-San Remo
2e etappe deel A Parijs-Nice
5e, 16e en 18e etappe Ronde van Frankrijk
5e etappe deel A Ronde van Sardinië
Ronde van Ticino
1963
Parijs-Roubaix
3e en 7e etappe Mi-Août Bretonn

## Resultaten in voornaamste wedstrijden
| Jaar | Ronde van Italië | Ronde van Frankrijk | Ronde van Spanje |
| ---- | ---------------- | ------------------- | ---------------- |
| 1959 |                  |                     |                  |
| 1960 | 84e (2)          |                     |                  |
| 1961 |                  | opgave (1)          |                  |
| 1962 |                  | 13e (3)             |                  |
| 1963 |                  | 67e                 |                  |
| 1964 |                  | buiten tijd         |                  |
| 1965 |                  |                     |                  |
| 1966 |                  |                     |                  |

| Jaar | Milaan-San Remo | Gent-Wevelgem | Ronde van Vlaanderen | Parijs-Roubaix | Luik-Bast.‑Luik | Ronde van Lombardije | Brabantse Pijl | Waalse Pijl | Parijs-Brussel |  | WK op de weg |  | Wereldranglijsten |
| ---- | --------------- | ------------- | -------------------- | -------------- | --------------- | -------------------- | -------------- | ----------- | -------------- |  | ------------ |  | ----------------- |
| 1959 |                 |               |                      |                |                 |                      |                | 11e         |                |  |              |  |                   |
| 1960 | 79e             |               |                      |                | 21e             | ↑                    |                | 10e         |                |  | 19e          |  |                   |
| 1961 | 15e             |               | 4e                   | 6e             | 6e              |                      |                | 26e         | 6e             |  |              |  |                   |
| 1962 | ↑               |               |                      | ↑              |                 | 4e                   | 4e             |             |                |  | 35e          |  | (SPP)             |
| 1963 |                 | 28e           | 8e                   | ↑              |                 |                      | ↑              |             | 59e            |  |              |  | 10e (SPP)         |
| 1964 | 49e             | 28e           | 19e                  | 32e            |                 |                      | 8e             |             |                |  |              |  |                   |
| 1965 | 68e             |               |                      |                | 15e             |                      |                |             | 44e            |  |              |  |                   |
| 1966 |                 |               |                      |                |                 |                      |                |             | 67e            |  |              |  |                   |